# Frank & Seder Building
El Lofts of Merchants Row, anteriormente Frank & Seder Department Store Building, es un rascacielos histórico de 41 metros y 6 pisos terminado en 1891 situado el 137 Woodward Avenue de la ciudad de Detroit, en el estado de Míchigan (Estados Unidos). La parte superior de la fachada es de hierro fundido, una de las últimas de este tipo que a̟un hay en esa ciudad. Está situado en Downtown Detroit, en el Distrito Histórico de Lower Woodward Avenue.

## Historia
Fue diseñado por William G. Malcomson (de la futura firma Detroit Malcomson & Higginbotham) para Thomas A. Parker, quien lo utilizó como almacén y sala de exposición para su negocio de muebles. En 1912, C. Howard Crane revisó el interior y lo transformó de un almacén a un teatro.
El 29 de julio de 1912, el Teatro Hipódromo de Detroit abrió sus puertas efreciendo espectáculos por 10 centavos, pero fue de corta duración. Un año más tarde pasó a llamarse Garland y funcionó hasta 1914.
En 1921 se construyó un anexo de ocho pisos. El mismo año los grandes almacenes Frank & Seder ocuparon todo el edificio y allí permanecieron hasta su cierre en 1951.
En los años 1950, albergó almacenes de ropa y el exterior original se modernizó con una fachada de aluminio corrugado. En los años 1980 las tiendas de ropa cerraron y el edificio permaneció así durante varias décadas.
En 2004 al proyecto Lofts of Merchants Row, que lo combinó con otros cuatro edificios del Registro Nacional de Lugares Históricos en un complejo de 16.500 metros cuadrados.